# Exsudoporus
Exsudoporus — рід грибів родини Boletaceae. Назва вперше опублікована 2014 року.

## Класифікація
До роду Exsudoporus відносять 3 види:
- Exsudoporus floridanus
- Exsudoporus frostii
- Exsudoporus permagnificus